# Bulbophyllum vermiculare
Bulbophyllum vermiculare là một loài phong lan thuộc chi Bulbophyllum.